# Sacram Unctione Infirmorum

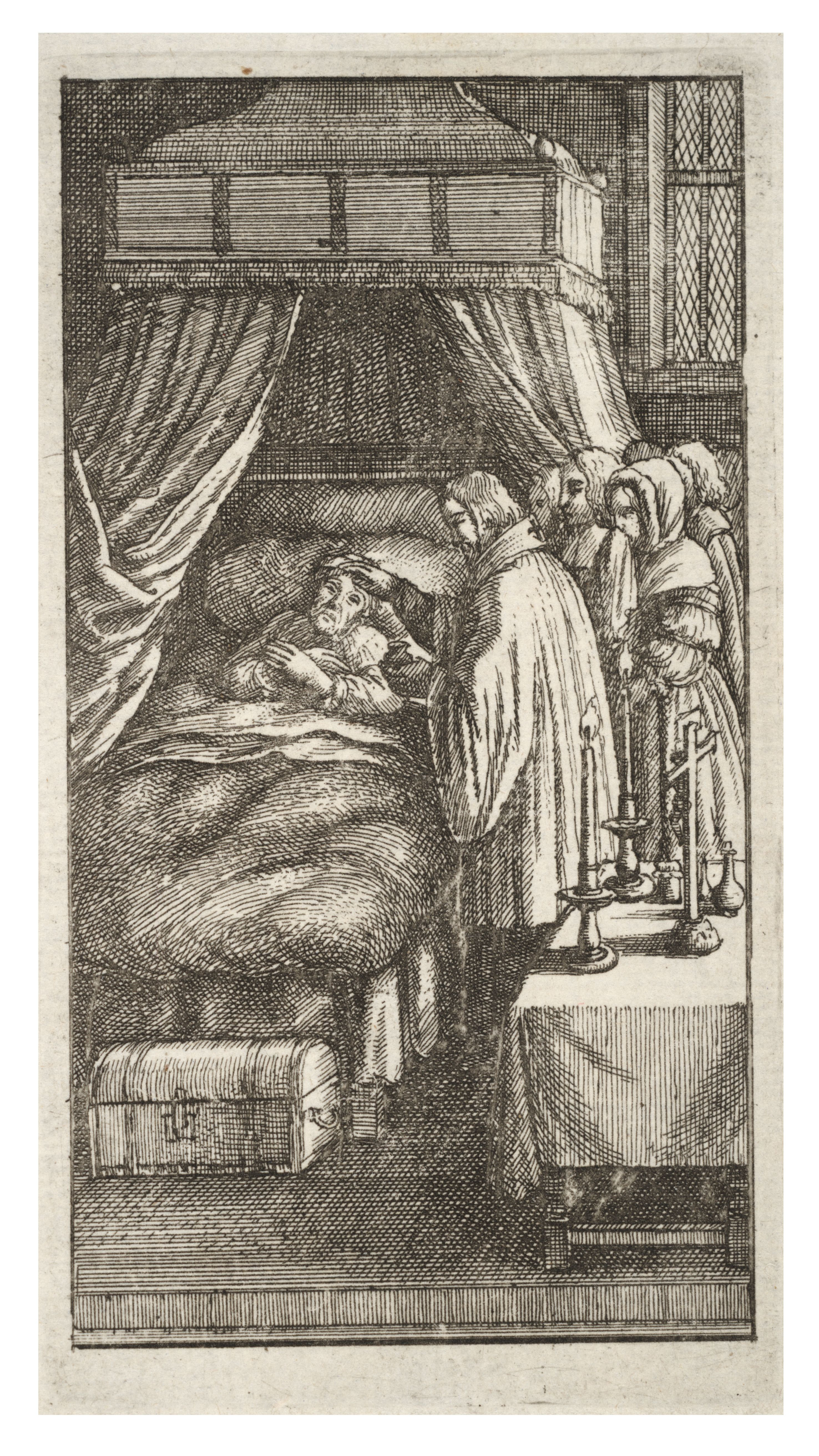
Ziekenzalving

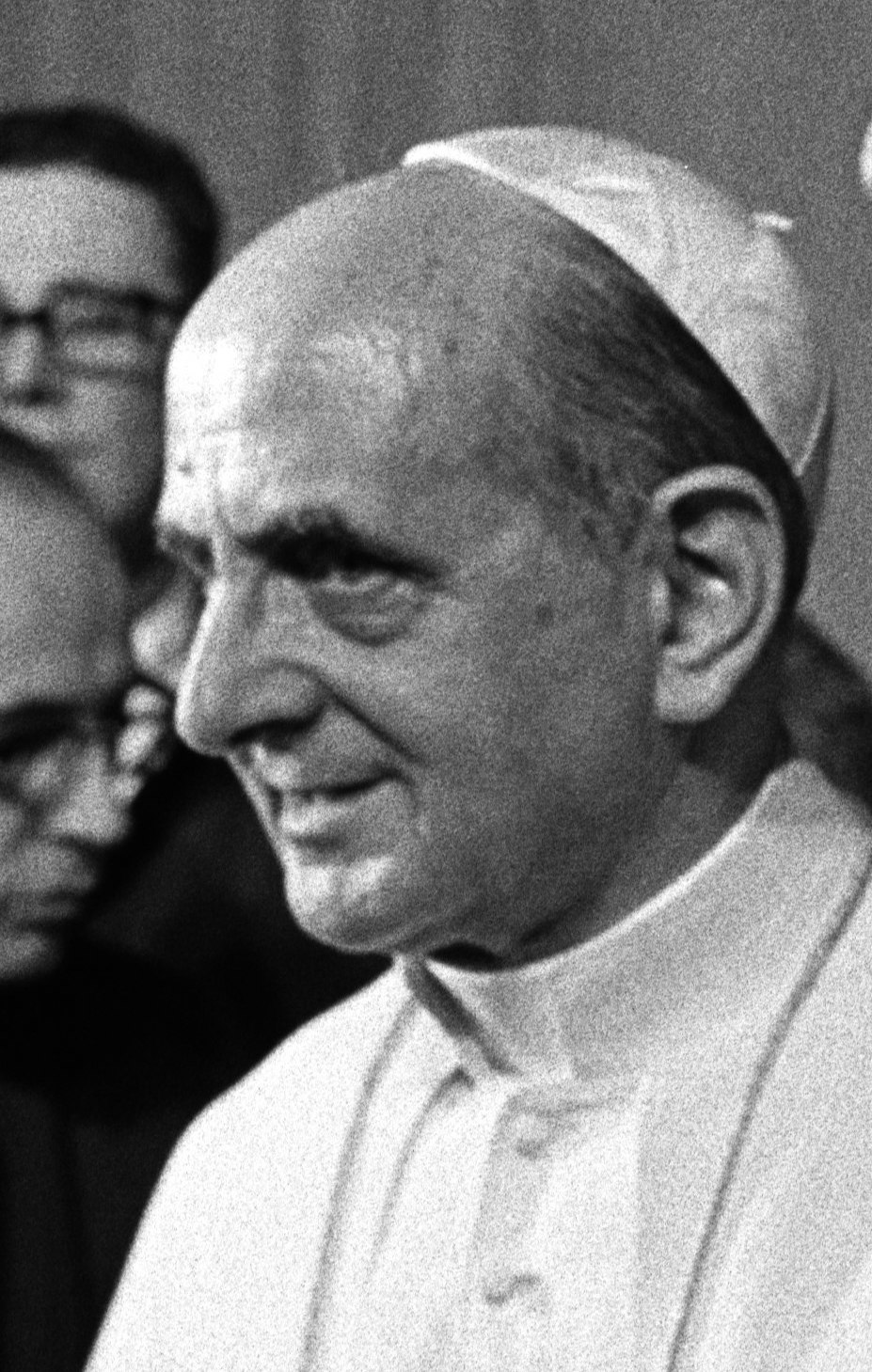
Paulus VI

Sacra Unctione Infirmorum (Latijn voor De Heilige Zalving der Zieken) is een apostolische constitutie van paus Paulus VI van 30 november 1972 met betrekking tot het sacrament van de Ziekenzalving. Met deze constitutie bevestigt de paus een eerdere tekst van de Congregatie voor de Goddelijke Eredienst en de Regeling van de Sacramenten met betrekking tot dit sacrament: Ordo unctionis infirmorum eorumque pastoralis cura (orde van dienst voor de ziekenzalving en de pastorale ziekenzorg). De paus citeert uit de Brief van Jacobus, het Bijbels fundament van dit sacrament:Is iemand van u ziek: hij roepe de priesters der Kerk; laat hen dan over hem bidden, en hem zalven met olie in de naam des Heren. En het gelovig gebed zal de zieke behouden, de Heer zal hem opbeuren; en mocht hij zonden hebben begaan, dan zullen ze hem vergeven worden. Belijdt dus elkander uw zonden en bidt voor elkaar, opdat gij genezen moogt worden. (Jac. 5, 14-16). Hierna behandelt de paus de traditie van de kerk met betrekking tot de Ziekenzalving. In de oude formule - die in de Middeleeuwen ontstond - werden de zintuigen geolied, omdat men meende dat daarmee de zonden waren begaan. De formule die daarbij hoorde, luidde: Per istam sanctam unctionem et piissimam misericordiam indulgeat tibi Dominus, quidquid per visum… delequisti (per auditum, per odoratum, per gustum et locutionem, per tactum, per gressum) (Door deze heilige zalving en deszelfs allerheiligste barmhartigheid vergeve U de Heer voor wat U hebt misdaan met het door het gezicht, met het gehoor, de smaak, de spraak, het gevoel en de gang).
Onder het Tweede Vaticaans Concilie werd de naam van het sacrament veranderd van Laatste zalving in Zalving van de Zieken. Nu acht paus Paulus de tijd rijp om het sacrament zelf aan te passen bij de noden van de tijd. Dat wil hij vooral doen door in de sacramentele formule voor de ziekenzalving meer aansluiting te zoeken bij de oorspronkelijke woorden van Jacobus. Ook brengt hij het aantal plaatsen waar gezalfd wordt terug tot twee: het voorhoofd en de handen. Daarnaast staat de paus toe dat in plaats van olijfolie, het tot dan toe voorgeschreven product bij de ziekenzalving, ook een andere plantaardige olie gebruikt mag worden, indien olijfolie niet voorradig is.
De nieuwe toekenningsformulering luidt: Per istam sanctam unctionem et suam piissimam misericordiam adiuvet te Dominus gratia Spiritus Sancti, ut a peccatis liberatum te salvet atque propitius allevet (Door deze heilige zalving en zijn goedertierenste barmhartigheid moge de Heer u helpen met de genade van de Heilige Geest, opdat gij gevrijwaard en bevrijd moge zijn van zonden en genadig versterkt). In de volkstaal (in dit geval het Nederlands) werd de formulering later: Moge de Heer Jezus Christus door deze heilige zalving en door zijn liefdevolle barmhartigheid u bijstaan met de genade van zijn heilige Geest, waarna alle aanwezigen zeiden: Amen en: Moge Hij u van zonden bevrijden, u heil brengen en verlichting geven.
De paus bepaalt verder dat de zalving op een ander deel van het lichaam mag worden gegeven, als de ziekte zalving op handen en voorhoofd niet toestaat. Ook bepaalt de paus dat de zalving vaker dan eens aan dezelfde persoon gegeven mag worden wanneer de zieke hersteld is en daarna opnieuw ziek geworden, of wanneer de zieke ernstiger ziek geworden is dan tijdens de eerste zalving. 